# محمد القصار
محمد القصار (انگلیسی: Mohamed Al-Qassar) بازیکن هندبال اهل کویت بود.
از باشگاه‌هایی که در آن بازی کرده‌است می‌توان به باشگاه ورزشی القادسیه کویت اشاره کرد.